# 山梨学院短期大学
山梨学院短期大学（やまなしがくいんたんきだいがく、英語: Yamanashi Gakuin Junior College）は、山梨県甲府市酒折2-4-5に本部を置く日本の私立大学。1946年創立、1951年大学設置。大学の略称は山学短大。

## 概観

### 大学全体
- 山梨学院短期大学は1951年に設置された山梨県甲府市に所在する私立短期大学であり、系列校の山梨学院大学と同じキャンパス内に所在する。現在は食物栄養科（栄養士コース、パティシエコース）、保育科の2学科と独立行政法人大学評価・学位授与機構認定の専攻科保育専攻を擁する。

### 建学の精神（校訓・理念・学是）
- 山梨学院短期大学の建学の精神は「徳を樹（た）つること。」、「実践を貴ぶこと。」となっている。

### 教育および研究
- 食物栄養科は、開学当初からある学科で、食文化と健康・栄養についての専門的知識を学ぶ。栄養実習先の一つに山梨学院大学附属幼稚園がある。
- 保育科は、幼児教育・児童教育のエキスパートを養成する。保育実習・幼稚園教育実習・小学校教育実習のほか児童館実習がある。幼稚園教育実習・小学校教育実習は、山梨学院大学附属幼稚園及び山梨学院大学附属小学校での実習も行われている。

### 学風および特色
- 山梨学院短期大学は、2006年に財団法人短期大学基準協会の第三者評価の結果、「適格」認定を受けている。
- 山梨学院大学と合同で実施している奨励金制度として「学生チャレンジ制度」がある。

## 沿革
- 1946年 山梨実践女子高等学院（後に山梨女子高等学院、山梨高等学院と改称）を創立
- 1951年 山梨学院短期大学を開学、栄養科を設置
- 1953年 法経科を増設（学生募集は1961年度まで）
- 1967年 3月31日付けで法経科廃止[1]、保育科を増設（在学者数：女子81[2]）
- 1968年 栄養科を食物栄養科と改称
- 1986年 専攻科（1年制）を設置
  - 保育専攻（学生募集は2001年度まで）
- 1991年 経営学科（在学者数：男子41、女子78[3]）を増設（学生募集は2006年度まで）、全学科男女共学となる
- 2002年 専攻科（2年制）を設置
  - 食物栄養専攻（学生募集は2009年度まで）
  - 保育専攻
- 2003年 保育科に小学校教諭二種免許状の教職課程を開設（21世紀で最初に小学校教諭の教職課程を開設した短期大学である）
- 2005年 食物栄養科に栄養教諭二種免許状の教職課程を開設
- 2008年 3月31日付けで経営学科廃止[1]
- 2010年 食物栄養科にフードクリエイトコースを増設
- 2017年 食物栄養科フードクリエイトコースをパティシエコースと改称

## 基礎データ

### 所在地
- 山梨県甲府市酒折2-4-5
北緯35度39分20.0秒 東経138度36分00.7秒 / 北緯35.655556度 東経138.600194度

### 交通アクセス
- JR中央線酒折駅下車

## 教育および研究

### 組織

#### 学科
- 食物栄養科
  - 栄養士コース
  - パティシエコース
- 保育科

##### 過去にあった学科
- 法経科[注 1]：1962年度における全学生数は66（うち女子5）[4]、1962年度山梨学院大学法学部に改組
- 経営学科[注 2]

#### 専攻科
- 保育専攻：短期大学を卒業し幼稚園教諭または小学校教諭の免許状を取得した者が対象、大学評価・学位授与機構に認定されている

#### 過去にあった専攻科
- 食物栄養専攻：短期大学を卒業し栄養士資格を取得した者が対象、大学評価・学位授与機構 に認定されている、2010年度山梨学院大学健康栄養学部に改組

#### 別科
- なし

##### 取得資格について
- 栄養士・中学校教諭二種免許状（家庭）が食物栄養科にて取得できる。
- 製菓衛生師国家試験受験資格が食物栄養科パティシエコースにて取得できる。
- 保育士・幼稚園教諭二種免許状・小学校教諭二種免許状が保育科にて取得できる。
- 幼稚園教諭一種免許状・小学校教諭一種免許状が専攻科保育専攻にて取得できる。

### 教育
- 現代的教育ニーズ取組支援プログラム
  - 「少子化問題に対する地方短期大学の取組」において2005年に採択されている。
  - 「県や栄養士会と連携した地域食育推進の取組」において2007年に採択されている。
- 特色ある大学教育支援プログラム
  - 「社会体験講座II」および「学生チャレンジ制度」において2003年に採択されている。
- 質の高い大学教育推進プログラム
  - 「専門基礎を支えるリテラシーの可視化」において2008年度に採択されている。
- 社会人の学び直しニーズ対応教育推進プログラム
  - 「山梨県におけるインバウント観光振興に向けた地域の担い手となる人材の育成」において2007年度に採択されている。
- 新たな社会的ニーズに対応した学生支援プログラム
  - 「短期大学を拠点とした長期的自立支援の取組」において2007年に採択されている。

## 学生生活

### 部活動・クラブ活動・サークル活動
- クラブ活動は短期大学独自のクラブと山梨学院大学と合同のクラブを含めると以下のものがある。
  - 体育系
    - スケート、チアリーダー、ダンス、バレーボール、サッカー、バドミントン、野外活動、バスケットボールほか

  - 文化系
    - 芸能、食品加工、児童文化研究、フォークソング、箏曲、心理学研究、料理研究、手話、茶道、服飾文化研究、会計学研究ほか

  - 同好会
    - ユネスコほか

### 学園祭
- 学園祭は「樹徳祭」と呼ばれ、毎年10月下旬から11月上旬頃に山梨学院大学と合同で開催される。過去には漫画家の山咲トオルなども来学している。

## 施設

### キャンパス
- 短期大学専用棟である地上6階建の「サザンタワー」は、学校創立60周年事業の一環として建てられた。
- キャンパス入口に「蒼穹の門」がある。
- 日本オリンピック委員会初代『トップアスリート サポート賞』受賞記念の「勇者の詩」と称した像がある。
- キャンパスセンターがある。
- 総合図書館：所蔵資料数はおよそ280,000冊となっている。
- 現金自動預け払い機などがある。

## 対外関係

### 地方自治体との協定
- 山梨県（平成21年11月「健康・栄養・食育に関する連携協定」）

### 企業等との協定
- 山梨中央銀行（平成22年7月「包括的業務連携に関する協定」）

### 他大学との協定

#### 日本
- 大学コンソーシアムやまなし
- 放送大学[5]

### 系列校
- 山梨学院大学
- 山梨学院高等学校
- 山梨学院中学校
- 山梨学院小学校
- 山梨学院幼稚園

## 社会との関わり
- 「県民コミュニティカレッジ」なるイベントを催している。

## 卒業後の進路について

### 就職について
- 食物栄養科
  - シダックス、エームサービス、魚国総本社、富士産業、ジャパンウェルネス、王藤、マルタマフーズグループ、グリーンハウスなどの事業所や幼稚園、保育園、社会福祉施設、学校等における栄養士として勤務する者が多い傾向にある。サンキムラヤ、ファンケル、グルメデリカ、サンフーズ、丸善食品工業、寿高原食品等の検査員やアマノ、オオタ総合食品、カネボウ化粧品、オンワード樫山、住友生命保険、レオパレス21、イエローハット等の一般職に就く者もいる。
- 保育科
  - 保育園への就職者が大半を占める。それについで幼稚園、各種児童福祉施設となっている。山梨中央銀行、モンテローザ、山梨県民信用組合等の一般企業に就職する者もいる。

### 編入学・進学実績
- 山梨学院大学、山梨学院短期大学専攻科ほか